# Коста, Филиппо
Филиппо Коста (итал. Filippo Costa; 21 мая 1995 года, Новента-Вичентина) — итальянский футболист, полузащитник клуба СПАЛ.

## Клубная карьера
Филиппо Коста — воспитанник итальянского клуба «Кьево Верона». Сезон 2014/15 он провёл на правах аренды за «Пизу», играя в третьей по значимости лиге Италии. Вторую половину 2015 года Коста был футболистом английского «Борнмута».
3 февраля 2016 года Коста дебютировал в итальянской Серии А, выйдя на замену в конце гостевого поединка против миланского «Интера». В начале 2017 года он был отдан в аренду клубу Серии B СПАЛ, а летом того же года заключил с ним полноценный контракт.